# جک هارپر (بازیکن فوتبال)
جک هارپر (انگلیسی: Jack Harper؛ زادهٔ ۲۸ فوریهٔ ۱۹۹۶) بازیکن فوتبال اهل اسپانیا است.
از باشگاه‌هایی که در آن بازی کرده‌است می‌توان به باشگاه فوتبال مالاگا و باشگاه فوتبال رئال مادرید اشاره کرد.
وی همچنین در تیم‌های ملی فوتبال Scotland national under-15 football team, Scotland national under-17 football team، و Scotland national under-19 football team بازی کرده‌است.